# René Urtreger
René Urtreger (* 6. Juli 1934 in Paris) ist ein französischer Jazz-Pianist.

## Leben und Wirken
Urtreger absolvierte eine klassische Klavierausbildung und begann als Mitglied eines Studentenorchesters Jazzmusik in einem kleinen Pariser Club zu spielen. 1953 gewann er einen Wettbewerb für Amateurpianisten und entschloss sich zu einer professionellen Musikerlaufbahn. Im Folgejahr trat er als Begleiter des Saxophonisten Don Byas und des Trompeters Buck Clayton, die in Frankreich gastierten, im Salon du Jazz auf.
Während seiner Militärzeit (1955–57) trat Urtreger in St. Germain mit Lester Young auf, der ihn als Pianist für eine Kurztournee durch Europa 1956 engagierte, aber auch mit Chet Baker, Bobby Jaspar und mit Miles Davis, an dessen Filmmusik zu „Fahrstuhl zum Schafott“ (erschienen auf dem Album Ascenseur pour l'échafaud) er ebenfalls beteiligt war. In den späten 1950er Jahren trat er mit Lionel Hampton, Stan Getz, Dexter Gordon, Sonny Rollins und Ben Webster auf, außerdem mit Michel Hausser (Mr. Vibes: Quartet & Octet Sessions 1958–1960). 1960 beteiligte er sich mit Guy Lafite am Jazz Festival in Antibes, 1965 war er an Aufnahmen beteiligt, die das Zusammentreffen von Stuff Smith und Stéphane Grappelli beteiligt (Everest bzw. Stuff & Steff), bevor er sich für längere Zeit von der Jazzszene verabschiedete.
1977 kehrte er als Partner von Lee Konitz, Pierre Michelot, Aldo Romano und Barney Wilen zum Jazz zurück. 1980 nahm er wiederum am Jazzfestival von Antibes teil und ging in den nächsten Jahren mit Chet Baker und mit Gary Burton auf Tournee.
1961 erhielt er den Prix Django Reinhardt, 2014 den Grand Prix du Disque der Académie Charles Cros.

## Diskografie
- René Urtreger Plays Bud Powell (Emarcy, 1955) mit Benoît Quersin und Jean-Louis Viale
- René Urtreger Trio (1957) mit Al Levitt und Paul Rovère
- Hum! mit Daniel Humair (1960) und Pierre Michelot
- Recidive (1978) mit Alby Cullaz und Jean-Louis Viale
- René Urtreger/Pierre Michelot/Daniel Humair (1979) mit Daniel Humair und Pierre Michelot
- Onirica (Sketch, 2001) solo
- Move (Black & Blue, 1995; ed 2002) mit Eric Dervieu
- Something to Live For (2006)
- In Direct d' Antibes No. 3 (2007)
- Jazzman No. 4 (2007)
- Masters No. 5 (2007)
- Recidive No. 2 (2007)